# Pieter Aldrich
Pieter "Piet" Aldrich  (Joanesburgo, 7 de Setembro de 1965) é um ex-tenista profissional sul-africano.Foi número 1 em duplas pela ATP.

## ATP Títulos (10)

### Duplas (9 títulos)
| Posição | N.  | Data | Torneio                         | Piso     | Parceiro     | Oponentes                          | Placar             |
| ------- | --- | ---- | ------------------------------- | -------- | ------------ | ---------------------------------- | ------------------ |
| Campeão | 1.  | 1988 | Charleston, EUA                 | Saibro   | Danie Visser | Jorge Lozano Todd Witsken          | 7–6, 6–3           |
| Vice    | 1.  | 1988 | Forest Hills, EUA               | Saibro   | Danie Visser | Jorge Lozano Todd Witsken          | 3–6, 6–7           |
| Vice    | 2.  | 1988 | London/Queen's Club, Inglaterra | Grama    | Danie Visser | Ken Flach Robert Seguso            | 2–6, 6–7           |
| Vice    | 3.  | 1988 | Stratton Mountain, EUA          | Duro     | Danie Visser | Jorge Lozano Todd Witsken          | 3–6, 6–7           |
| Vice    | 4.  | 1989 | Sydney Outdoor, Austrália       | Duro     | Danie Visser | Darren Cahill Wally Masur          | 4–6, 3–6           |
| Vice    | 5.  | 1989 | Stratton Mountain, EUA          | Duro     | Danie Visser | Mark Kratzmann Wally Masur         | 3–6, 6–4, 6–7      |
| Campeão | 2.  | 1989 | Indianapolis, EUA               | Duro     | Danie Visser | Peter Doohan Laurie Warder         | 7–6, 7–6           |
| Vice    | 6.  | 1989 | Cincinnati, EUA                 | Duro     | Danie Visser | Ken Flach Robert Seguso            | 4–6, 4–6           |
| Campeão | 3.  | 1989 | San Francisco, EUA              | Carpete  | Danie Visser | Paul Annacone Christo van Rensburg | 6–4, 6–3           |
| Campeão | 4.  | 1989 | Frankfurt, Alemanha             | Carpete  | Danie Visser | Kevin Curren Eric Jelen            | 7–6, 6–7, 6–3      |
| Vice    | 7.  | 1990 | Sydney Outdoor, Austrália       | Duro     | Danie Visser | Pat Cash Mark Kratzmann            | 4–6, 5–7           |
| Campeão | 5.  | 1990 | Australian Open, Melbourne      | Duro     | Danie Visser | Grant Connell Glenn Michibata      | 6–4, 4–6, 6–1, 6–4 |
| Vice    | 8.  | 1990 | Wimbledon, Londres              | Grama    | Danie Visser | Rick Leach Jim Pugh                | 6–7, 6–7, 6–7      |
| Campeão | 6.  | 1990 | Stuttgart Outdoor, Alemanha     | Saibro   | Danie Visser | Per Henricsson Nicklas Utgren      | 6–3, 6–4           |
| Campeão | 7.  | 1990 | U.S. Open, Nova York            | Duro     | Danie Visser | Paul Annacone David Wheaton        | 6–2, 7–6, 6–2      |
| Campeão | 8.  | 1990 | Berlin, Alemanha                | Carpete  | Danie Visser | Kevin Curren Patrick Galbraith     | 7–6, 7–6           |
| Vice    | 9.  | 1992 | San Francisco, EUA              | Duro (i) | Danie Visser | Jim Grabb Richey Reneberg          | 4–6, 5–7           |
| Campeão | 9.  | 1992 | Johannesburg, África do Sul     | Duro     | Danie Visser | Wayne Ferreira Piet Norval         | 6–4, 6–4           |
| Vice    | 10. | 1992 | Nice, França                    | Saibro   | Danie Visser | Patrick Galbraith Scott Melville   | 1–6, 6–3, 4–6      |